# София Вилхелмина от Източна Фризия
София Вилхелмина от Източна Фризия (на немски: Sophia Wilhelmina (Sophie Wilhelmine) von Ostfriesland; * 17 октомври 1659, Аурих; † 4 февруари 1698, Бернщат/Берутов) от род Кирксена, е графиня и от 1654 г. принцеса от Източна Фризия и чрез женитба херцогиня на Вюртемберг-Бернщат-Оелс.

## Биография
Тя е малката дъщеря на граф Ено Лудвиг от Източна Фризия (1632 – 1660), от 1654 г. първият княз на Източна Фризия, и съпругата му графиня Юстина/Юлиана София фон Барби-Мюлинген (1636 – 1677), дъщеря на граф Албрехт Фридрих фон Барби-Мюлинген (1597 – 1641) и София Урсула фон Олденбург-Делменхорст (1601 – 1642). Сестра ѝ Юлиана Луиза (1657 – 1715) се омъжва през 1700 г. тайно за пастор Йоахим Моргенвег († 1730, Хамбург), професор по религия в Хамбург. Баща ѝ е наследен от по-малкия му брат княз Георг Кристиан (1634 – 1665).
София Вилхелмина умира на 4 февруари 1698 г. на 38 години в Бернщат (Берутов). Тя е погребана през 1700 г. в „Св. Йоханис“, Силезия, Полша.

## Фамилия
София Вилхелмина от Източна Фризия се омъжва на 7 декември 1695 г. в Хамбург за херцог Кристиан Улрих I фон Вюртемберг-Бернщат-Оелс (* 19 април 1652, дворец Оелс в Олешница, Силезия; † 5 април 1704, Оелс), третият син на херцог Силвиус I Нимрод фон Вюртемберг-Оелс-Вайлтинген (1622 – 1664) и съпругата му Елизабет Мария фон Мюнстерберг-Оелс (1625 – 1686) от род Подебради. Тя е третата му съпруга. Двамата имат една дъщеря:
- Августа Луиза фон Вюртемберг-Оелс (* 11 или 21 януари 1698, Бернщат; † 4 януари 1739, дворец Скарсине при Требниц, Силезия), омъжена на 18 декември 1721 г. във Форст (развод на 23 септември 1732) за принц Георг Албрехт фон Саксония-Вайсенфелс (* 19 април 1695; † 12 юни 1739)

Кристиан Улрих I фон Вюртемберг-Бернщат-Оелс се жени четвърти път на 6 декември 1700 г. за принцеса София фон Мекленбург-Гюстров (1662 – 1738).